# Značení ryb
Značení (lze i značkování) ryb je technika, která umožňuje provádět objektivní a zároveň i velice detailní studie na rybách. Toto opatření se využívá v rámci:
- terénního sledování – například: vysadí se malé ryby, označí se a za rok se sloví agregátem a sleduje se u nich různé parametry (např. jak se jim dařilo, o kolik vyrostly, jak migrovaly apod.)
- chovatelské činnosti – například: při vybírání kvalitních druhů ryb, odlišování samců od samic apod.

Jeho prostřednictvím se získávají informace o chování ryb ve volných vodách, jedná se např. o jejich vývoj – růst, migraci, přežití, stav apod.
Slouží k přesnější evidenci ryb v chovu, odlišení různých skupin i jednotlivců navzájem.
Na trhu je několik značících systémů. Z hlediska cenové dostupnosti a praktičnosti jsou dostupné například produkty firmy Northwest Marine Technology, Inc. (NMT)

## VIE systém
Jedná se o systém, který je vhodný pro skupinové značení ryb. VIE systém je založen na využívání elastomerové značky tzv. VIE neboli Visible Implant Elastomer tags. Jsou to různé značky, každá je jinak barevná. Lze je sice vidět pouhým okem, ale zřetelněji jsou vidět pod UV lampu. Momentálně se používá 6 fluorescenčních barev a 4 barvy nefluorescenční.

Aplikace elastomerových značek se provádí prostřednictvím speciálních manuálních aplikátorů, značky se umísťují pod pokožku, nejčastěji do okolí očí, do čelistí nebo mezi ploutevní paprsky ryb.

Značky neohrožují označené ryby ani je nijak nepoškozují. Označen VIE systémem může být už jedinec velký 5 cm.
Důležité je dbát na správnou a důkladnou aplikaci značek, v opačném případě dochází k jejich časté ztrátě. S ohledem na tento možný problém je vhodné aplikovat více značek (zpravidla 2 až 3) na jednoho jedince.

## VIA systém
Využívá se především pro individuální značení ryb. VIA systém neboli Visible Implant Alpha tags je také založen na vizuálních značkách, kdy barevné, fluorescenční, štítky jsou rozšířeny o třímístný alfanumerický kód. Značky jsou jako u VIE systému viditelné pouze okem, ale jejich viditelnost je opět lepší pod UV lampou.

Štítky jsou zaváděny prostřednictvím injekčního aplikátoru na stejná místa jako u VIE systému. Značí se takto ryby od délky 12 cm, u menších ryb dochází ke ztrátě značek.

## PIT systém
PIT systém využívá ke značení ryb čipy. Tato metoda se využívá především ve výzkumu ryb a u cenných plemenných ryb.

Čip je zpravidla aplikován prostřednictvím injekce do rybí svaloviny. Pro identifikaci čipů je potřeba čtecí zařízení a propojení s počítačem. Výhodou PIT systému je, že se minimálně ztrácí, ale na druhou stranu je jejich pořízení poměrně drahé.

## Další metody značení ryb

### Amputace (perforace) ploutví
Jedná se o metodu, která je využívána pro skupinové značení ryb. Jak už její název napovídá, tento způsob značení spočívá v amputaci jedné z párových ploutví zpravidla horního nebo dolního laloku ocasní ploutve. Amputace se provádí za pomoci kleští a je nutno dané místo následně správně ošetřit (vydezinfikovat). Ztráta jedné párové ploutve neohrožuje zdravotní tav ryby ani její pohybové schopnosti.

Tato metoda se může používat pouze pro účely výzkum nebo v umělém chovu ryb.

### Přívěsné značky a terčíky
Tato metoda je vhodná pro individuální i skupinové značení a spočívá v přichycení značky za pomoci provázku k ploutvi (nejčastěji hřbetní).

Dnes se od této metody upouští z důvodu poměrně velké časové náročnosti a ztrátovosti značek.